# Prouhet-Tarry-Escott-Problem
In der Mathematik verlangt das Prouhet-Tarry-Escott-Problem nach zwei disjunkten Multimengen A und B mit jeweils {\displaystyle n} ganzen Zahlen, deren erste {\displaystyle k} symmetrische Potenzsummenpolynome alle gleich sind. Anders formuliert, sollten die beiden Multimengen folgende Gleichungen erfüllen:
{\displaystyle \sum _{a\in A}a^{i}=\sum _{b\in B}b^{i}} für alle ganzen Zahlen {\displaystyle i\in \mathbb {Z} } zwischen 1 und einem gegebenen {\displaystyle k}
Es konnte gezeigt werden, dass {\displaystyle k<n} sein muss.
Mit anderen Worten werden ganzzahlige Lösungen für das folgende Gleichungssystem gesucht:
{\displaystyle {\begin{array}{rcl}a_{1}^{1}+a_{2}^{1}+\ldots +a_{n}^{1}&=&b_{1}^{1}+b_{2}^{1}+\ldots +b_{n}^{1}\\a_{1}^{2}+a_{2}^{2}+\ldots +a_{n}^{2}&=&b_{1}^{2}+b_{2}^{2}+\ldots +b_{n}^{2}\\a_{1}^{3}+a_{2}^{3}+\ldots +a_{n}^{3}&=&b_{1}^{3}+b_{2}^{3}+\ldots +b_{n}^{3}\\\ldots &&\\a_{1}^{k}+a_{2}^{k}+\ldots +a_{n}^{k}&=&b_{1}^{k}+b_{2}^{k}+\ldots +b_{n}^{k}\\\end{array}}}
Oder kurz:
{\displaystyle a_{1}^{k}+a_{2}^{k}+\ldots +a_{n}^{k}=b_{1}^{k}+b_{2}^{k}+\ldots +b_{n}^{k}\quad } mit {\displaystyle k\in \{1,2,\ldots ,n-1\}}
Lösungen, die bis {\displaystyle k=n-1} gelten, nennt man ideale Lösungen.
Ideale Lösungen sind bekannt für {\displaystyle 3\leq n\leq 10} und für {\displaystyle n=12}. Somit sind keine idealen Lösungen bekannt für {\displaystyle n=11} und für {\displaystyle n\geq 13}.
Das Problem wurde nach den drei Mathematikern Eugène Prouhet, Gaston Tarry und Edward B. Escott benannt, die es in den frühen 1850er-Jahren (Prouhet) bzw. in den frühen 1910er-Jahren (Tarry & Escott) untersuchten. Das Problem selbst geht auf Briefe von Christian Goldbach und Leonhard Euler aus den Jahren 1750/1751 zurück.

## Definitionen
- Eine symmetrische Lösung hat die folgende Form:

{\displaystyle A=\{T\pm a_{1},T\pm a_{2},\ldots ,T\pm a_{n}\}} und {\displaystyle B=\{T\pm b_{1},T\pm b_{2},\ldots ,T\pm b_{n}\}} für gerade {\displaystyle n} und {\displaystyle T\in {\frac {\mathbb {Z} }{2}}}
{\displaystyle A=\{T+a_{1},T+a_{2},\ldots ,T+a_{n}\}} und {\displaystyle B=\{T-a_{1},T-a_{2},\ldots ,T-a_{n}\}} für ungerade {\displaystyle n} und {\displaystyle T\in \mathbb {Z} }
- Lösungen, die obige Eigenschaft nicht besitzen, heißen nicht-symmetrische Lösungen.

## Beispiele
- Eine ideale Lösung für {\displaystyle n=6} ist die folgende:[2]

{\displaystyle {\begin{array}{rcl}0^{1}+5^{1}+6^{1}+16^{1}+17^{1}+22^{1}&=&1^{1}+2^{1}+10^{1}+12^{1}+20^{1}+21^{1}\quad (=66)\\0^{2}+5^{2}+6^{2}+16^{2}+17^{2}+22^{2}&=&1^{2}+2^{2}+10^{2}+12^{2}+20^{2}+21^{2}\quad (=1090)\\0^{3}+5^{3}+6^{3}+16^{3}+17^{3}+22^{3}&=&1^{3}+2^{3}+10^{3}+12^{3}+20^{3}+21^{3}\quad (=19998)\\0^{4}+5^{4}+6^{4}+16^{4}+17^{4}+22^{4}&=&1^{4}+2^{4}+10^{4}+12^{4}+20^{4}+21^{4}\quad (=385234)\\0^{5}+5^{5}+6^{5}+16^{5}+17^{5}+22^{5}&=&1^{5}+2^{5}+10^{5}+12^{5}+20^{5}+21^{5}\quad (=7632966)\\\end{array}}}
oder kurz:
{\displaystyle 0^{k}+5^{k}+6^{k}+16^{k}+17^{k}+22^{k}\quad =\quad 1^{k}+2^{k}+10^{k}+12^{k}+20^{k}+21^{k}\quad } für  {\displaystyle k\in \{1,2,3,4,5\}}
oder mit der Schreibweise, mit der dieser Artikel eingeführt wurde:
Eine ideale Lösung für {\displaystyle n=6} ist für die beiden Mengen {\displaystyle A=\{0,5,6,16,17,22\}} und {\displaystyle B=\{1,2,10,12,20,21\}} bekannt.
Eine weitere, noch kürzere Schreibweise ist die folgende:
{\displaystyle [0,5,6,16,17,22]=[1,2,10,12,20,21]} ist eine ideale Lösung für {\displaystyle k=5} (oder {\displaystyle n=6}).
Die beiden Mengen {\displaystyle A} und {\displaystyle B} sind bezüglich {\displaystyle T=11} symmetrisch, weil sie die folgende Form haben:
{\displaystyle A=\{11\pm 11,11\pm 6,11\pm 5\}} und {\displaystyle B=\{11\pm 10,11\pm 9,11\pm 1\}}
Diese Lösung wurde von G. Tarry im Jahr 1912 entdeckt.
- Eine ideale (und bezüglich {\displaystyle T=5,5} sogar symmetrische) Lösung für {\displaystyle n=4} ist für die beiden Mengen {\displaystyle A=\{{\frac {11}{2}}\pm {\frac {11}{2}},{\frac {11}{2}}\pm {\frac {3}{2}}\}} und {\displaystyle B=\{{\frac {11}{2}}\pm {\frac {9}{2}},{\frac {11}{2}}\pm {\frac {7}{2}}\}} bekannt:

{\displaystyle A=\{0,4,7,11\}} und {\displaystyle B=\{1,2,9,10\}}. Es gilt also:
{\displaystyle 0^{k}+4^{k}+7^{k}+11^{k}=1^{k}+2^{k}+9^{k}+10^{k}\quad (=22,186} bzw. {\displaystyle 1738)\quad } für {\displaystyle k\in \{1,2,3\}}
- Eine ideale (und bezüglich {\displaystyle T=9} sogar symmetrische) Lösung für {\displaystyle n=5} ist für die beiden Mengen {\displaystyle A=\{9+(-9),9+(-5),9+(-1),9+7,9+8\}} und {\displaystyle B=\{9-(-9),9-(-5),9-(-1),9-7,9-8\}} bekannt:

{\displaystyle A=\{0,4,8,16,17\}} und {\displaystyle B=\{1,2,10,14,18\}}. Es gilt also:
{\displaystyle 0^{k}+4^{k}+8^{k}+16^{k}+17^{k}=1^{k}+2^{k}+10^{k}+14^{k}+18^{k}\quad (=45,625,9585} bzw. {\displaystyle 153409)\quad } für {\displaystyle k\in \{1,2,3,4\}}
- Eine ideale (und bezüglich {\displaystyle T=0} sogar symmetrische) Lösung für {\displaystyle n=12} ist für die beiden Mengen {\displaystyle A=\{\pm 22,\pm 61,\pm 86,\pm 127,\pm 140,\pm 151\}} und {\displaystyle B=\{\pm 35,\pm 47,\pm 94,\pm 121,\pm 146,\pm 148\}} bekannt. Es gilt also:

{\displaystyle (-151)^{k}+(-140)^{k}+(-127)^{k}+(-86)^{k}+(-61)^{k}+(-22)^{k}+22^{k}+61^{k}+86^{k}+127^{k}+140^{k}+151^{k}=(-148)^{k}+(-146)^{k}+(-121)^{k}+(-94)^{k}+(-47)^{k}+(-35)^{k}+35^{k}+47^{k}+94^{k}+121^{k}+146^{k}+148^{k}}
für  {\displaystyle k\in \{1,2,3,4,5,6,7,8,9,10,11\}}
Diese Lösung wurde von Nuutti Kuosa, Jean-Charles Meyrignac und Chen Shuwen im Jahr 1999 entdeckt.
- Es folgen ein paar bekannte ideale Lösungen für {\displaystyle 2\leq n\leq 10} und {\displaystyle n=12}, die bezüglich {\displaystyle T=0} symmetrisch sind:

- Für {\displaystyle n=2} ist unter anderem die folgende ideale symmetrische Lösung bekannt:

- {\displaystyle A=\{\pm 2\}} und {\displaystyle B=\{\pm 1\}}. Es gilt also:

{\displaystyle (-2)^{k}+2^{k}=(-1)^{k}+1^{k}\quad (=0)\quad } für  {\displaystyle k\in \{1\}}
- Für {\displaystyle n=3} ist unter anderem die folgende ideale symmetrische Lösung bekannt:

- {\displaystyle A=\{-2,-1,3\}} und {\displaystyle B=\{2,1,-3\}}. Es gilt also:

{\displaystyle (-2)^{k}+(-1)^{k}+3^{k}=2^{k}+1^{k}+(-3)^{k}\quad (=0,14)\quad } für  {\displaystyle k\in \{1,2\}}
- Für {\displaystyle n=4} ist unter anderem die folgende ideale symmetrische Lösung bekannt:

- {\displaystyle A=\{\pm 3,\pm 11\}} und {\displaystyle B=\{\pm 7,\pm 9\}}. Es gilt also:

{\displaystyle (-11)^{k}+(-3)^{k}+3^{k}+11^{k}=(-9)^{k}+(-7)^{k}+7^{k}+9^{k}\quad (=0,260,0)\quad } für  {\displaystyle k\in \{1,2,3\}}
- Für {\displaystyle n=5} ist unter anderem die folgende ideale symmetrische Lösung bekannt:

- {\displaystyle A=\{-8,-7,1,5,9\}} und {\displaystyle B=\{8,7,-1,-5,-9\}}. Es gilt also:

{\displaystyle (-8)^{k}+(-7)^{k}+1^{k}+5^{k}+9^{k}=8^{k}+7^{k}+(-1)^{k}+(-5)^{k}+(-9)^{k}\quad (=0,220,0,13684)\quad } für  {\displaystyle k\in \{1,2,3,4\}}
- Für {\displaystyle n=6} ist unter anderem die folgende ideale symmetrische Lösung bekannt:

- {\displaystyle A=\{\pm 4,\pm 9,\pm 13\}} und {\displaystyle B=\{\pm 1,\pm 11,\pm 12\}}. Es gilt also:

{\displaystyle (-13)^{k}+(-9)^{k}+(-4)^{k}+4^{k}+9^{k}+13^{k}=(-12)^{k}+(-11)^{k}+(-1)^{k}+1^{k}+11^{k}+12^{k}\quad (=0,532,0,70756,0)\quad } für  {\displaystyle k\in \{1,2,3,4,5\}}
- Für {\displaystyle n=7} ist unter anderem die folgende ideale symmetrische Lösung bekannt:

- {\displaystyle A=\{-51,-33,-24,7,13,38,50\}} und {\displaystyle B=\{51,33,24,-7,-13,-38,-50\}}. Es gilt also:

{\displaystyle (-51)^{k}+(-33)^{k}+(-24)^{k}+7^{k}+13^{k}+38^{k}+50^{k}=51^{k}+33^{k}+24^{k}+(-7)^{k}+(-13)^{k}+(-38)^{k}+(-50)^{k}\quad }
{\displaystyle (=0,8428,0,16648996,0,37719739588)\quad } für  {\displaystyle k\in \{1,2,3,4,5,6\}}
- Für {\displaystyle n=8} ist unter anderem die folgende ideale symmetrische Lösung bekannt:

- {\displaystyle A=\{\pm 2,\pm 16,\pm 21,\pm 25\}} und {\displaystyle B=\{\pm 5,\pm 14,\pm 23,\pm 24\}}. Es gilt also:

{\displaystyle (-25)^{k}+(-21)^{k}+(-16)^{k}+(-2)^{k}+2^{k}+16^{k}+21^{k}+25^{k}=(-24)^{k}+(-23)^{k}+(-14)^{k}+(-5)^{k}+5^{k}+14^{k}+23^{k}+24^{k}\quad }
{\displaystyle (=0,2652,0,1301316,0,693368052,0)\quad } für  {\displaystyle k\in \{1,2,3,4,5,6,7\}}
- Für {\displaystyle n=9} ist unter anderem die folgende ideale symmetrische Lösung bekannt:

- {\displaystyle A=\{-98,-82,-58,-34,13,16,69,75,99\}} und {\displaystyle B=\{98,82,58,34,-13,-16,-69,-75,-99\}}. Es gilt also:

{\displaystyle (-98)^{k}+(-82)^{k}+(-58)^{k}+(-34)^{k}+13^{k}+16^{k}+69^{k}+75^{k}+99^{k}=98^{k}+82^{k}+58^{k}+34^{k}+(-13)^{k}+(-16)^{k}+(-69)^{k}+(-75)^{k}+(-99)^{k}\quad }
{\displaystyle (=0,41460,0,300563268,0,2456860981380,0,21423999539892228)\quad } für  {\displaystyle k\in \{1,2,3,4,5,6,7,8\}}
- Für {\displaystyle n=10} ist unter anderem die folgende ideale symmetrische Lösung bekannt:

- {\displaystyle A=\{\pm 99,\pm 100,\pm 188,\pm 301,\pm 313\}} und {\displaystyle B=\{\pm 71,\pm 131,\pm 180,\pm 307,\pm 308\}}. Es gilt also:

{\displaystyle (-313)^{k}+(-301)^{k}+(-188)^{k}+(-100)^{k}+(-99)^{k}+99^{k}++100^{k}+188^{k}+301^{k}+313^{k}=(-308)^{k}+(-307)^{k}+(-180)^{k}+(-131)^{k}+(-71)^{k}+71^{k}+131^{k}+180^{k}+307^{k}+308^{k}\quad }
{\displaystyle (=0,487430,0,38503448198,0,3460188595985990,0,322160072270221644038,0)\quad } für  {\displaystyle k\in \{1,2,3,4,5,6,7,8,9\}}
- Für {\displaystyle n=12} ist unter anderem die folgende ideale symmetrische Lösung bekannt (die schon weiter oben angegeben ist):

- {\displaystyle A=\{\pm 22,\pm 61,\pm 86,\pm 127,\pm 140,\pm 151\}} und {\displaystyle B=\{\pm 35,\pm 47,\pm 94,\pm 121,\pm 146,\pm 148\}} bekannt. Es gilt also:

{\displaystyle (-151)^{k}+(-140)^{k}+(-127)^{k}+(-86)^{k}+(-61)^{k}+(-22)^{k}+22^{k}+61^{k}+86^{k}+127^{k}+140^{k}+151^{k}=(-148)^{k}+(-146)^{k}+(-121)^{k}+(-94)^{k}+(-47)^{k}+(-35)^{k}+35^{k}+47^{k}+94^{k}+121^{k}+146^{k}+148^{k}}
{\displaystyle (=0,140262,0,2465942310,0,48071042984982,0,977438238856173510,0,20339203761061001581302,0)\quad } für  {\displaystyle k\in \{1,2,3,4,5,6,7,8,9,10,11\}}
- Es folgen ein paar bekannte ideale Lösungen für {\displaystyle 2\leq n\leq 10} und {\displaystyle n=12}, die bezüglich irgendeinem {\displaystyle T\not =0} symmetrisch sind:[2]

- Für {\displaystyle n=2} sind unter anderem die folgenden idealen Lösungen bekannt:

- {\displaystyle A=\{0,2\}} und {\displaystyle B=\{1,1\}}. Es gilt also:

{\displaystyle 0^{k}+2^{k}=1^{k}+1^{k}\quad (=2)\quad } für  {\displaystyle k\in \{1\}}
Die beiden Mengen {\displaystyle A} und {\displaystyle B} mit geradem {\displaystyle n} sind bezüglich {\displaystyle T=1} symmetrisch.
- {\displaystyle A=\{0,7\}} und {\displaystyle B=\{1,6\}} und {\displaystyle C=\{2,5\}} und {\displaystyle D=\{3,4\}}. Es gilt also:

{\displaystyle 0^{k}+7^{k}=1^{k}+6^{k}=2^{k}+5^{k}=3^{k}+4^{k}\quad (=7)\quad } für  {\displaystyle k\in \{1\}}
Die vier Mengen {\displaystyle A,B,C} und {\displaystyle D} mit geradem {\displaystyle n} sind bezüglich {\displaystyle T=3,5} symmetrisch.
Diese Lösungen sind allerdings trivial und werden normalerweise nicht erwähnt.
- Für {\displaystyle n=3} sind unter anderem die folgenden idealen Lösungen bekannt:

- {\displaystyle A=\{0,3,3\}} und {\displaystyle B=\{1,1,4\}}. Es gilt also:

{\displaystyle 0^{k}+3^{k}+3^{k}=1^{k}+1^{k}+4^{k}\quad (=6,18)\quad } für  {\displaystyle k\in \{1,2\}}
Die beiden Mengen {\displaystyle A} und {\displaystyle B} mit ungeradem {\displaystyle n} sind bezüglich {\displaystyle T=2} symmetrisch.
- {\displaystyle A=\{0,4,5\}} und {\displaystyle B=\{1,2,6\}}. Es gilt also:

{\displaystyle 0^{k}+4^{k}+5^{k}=1^{k}+2^{k}+6^{k}\quad (=9,41)\quad } für  {\displaystyle k\in \{1,2\}}
Die beiden Mengen {\displaystyle A} und {\displaystyle B} mit ungeradem {\displaystyle n} sind bezüglich {\displaystyle T=3} symmetrisch.
- Für {\displaystyle n=4} sind unter anderem die folgenden idealen Lösungen bekannt:

- {\displaystyle A=\{0,4,7,11\}} und {\displaystyle B=\{1,2,9,10\}}. Es gilt also:

{\displaystyle 0^{k}+4^{k}+7^{k}+11^{k}=1^{k}+2^{k}+9^{k}+10^{k}\quad (=22,186,1738)\quad } für  {\displaystyle k\in \{1,2,3\}}
Die beiden Mengen {\displaystyle A} und {\displaystyle B} mit geradem {\displaystyle n} sind bezüglich {\displaystyle T=5,5} symmetrisch.
- {\displaystyle A=\{0,28,29,57\}} und {\displaystyle B=\{1,21,36,56\}} und {\displaystyle C=\{2,18,39,55\}} und {\displaystyle D=\{6,11,46,51\}}. Es gilt also:

{\displaystyle {\begin{array}{rcl}0^{k}+28^{k}+29^{k}+57^{k}&=&1^{k}+21^{k}+36^{k}+56^{k}\\&=&2^{k}+18^{k}+39^{k}+55^{k}\\&=&6^{k}+11^{k}+46^{k}+51^{k}\quad (=114,4874,231534)\quad \end{array}}} für  {\displaystyle k\in \{1,2,3\}}
Die vier Mengen {\displaystyle A,B,C} und {\displaystyle D} mit geradem {\displaystyle n} sind bezüglich {\displaystyle T=28,5} symmetrisch.
- Für {\displaystyle n=5} sind unter anderem die folgenden idealen Lösungen bekannt:

- {\displaystyle A=\{0,4,8,16,17\}} und {\displaystyle B=\{1,2,10,14,18\}}. Es gilt also:

{\displaystyle 0^{k}+4^{k}+8^{k}+16^{k}+17^{k}=1^{k}+2^{k}+10^{k}+14^{k}+18^{k}\quad (=45,625,9585,153409)\quad } für  {\displaystyle k\in \{1,2,3,4\}}
Die beiden Mengen {\displaystyle A} und {\displaystyle B} mit ungeradem {\displaystyle n} sind bezüglich {\displaystyle T=9} symmetrisch.
- {\displaystyle A=\{0,6,8,17,19\}} und {\displaystyle B=\{1,3,12,14,20\}}. Es gilt also:

{\displaystyle 0^{k}+6^{k}+8^{k}+17^{k}+19^{k}=1^{k}+3^{k}+12^{k}+14^{k}+20^{k}\quad (=50,750,12500,219234)\quad } für  {\displaystyle k\in \{1,2,3,4\}}
Die beiden Mengen {\displaystyle A} und {\displaystyle B} mit ungeradem {\displaystyle n} sind bezüglich {\displaystyle T=10} symmetrisch.
- Für {\displaystyle n=6} sind unter anderem die folgenden idealen Lösungen bekannt:

- {\displaystyle A=\{0,5,6,16,17,22\}} und {\displaystyle B=\{1,2,10,12,20,21\}}. Es gilt also:

{\displaystyle 0^{k}+5^{k}+6^{k}+16^{k}+17^{k}+22^{k}=1^{k}+2^{k}+10^{k}+12^{k}+20^{k}+21^{k}}
{\displaystyle (=66,1090,19998,385234,7632966)\quad } für  {\displaystyle k\in \{1,2,3,4,5\}}
Diese Lösung wurde von G. Tarry im Jahr 1912 entdeckt. Die beiden Mengen {\displaystyle A} und {\displaystyle B} mit geradem {\displaystyle n} sind bezüglich {\displaystyle T=11} symmetrisch.
- {\displaystyle A=\{0,23,25,71,73,96\}} und {\displaystyle B=\{1,16,33,63,80,95\}} und {\displaystyle C=\{3,11,40,56,85,93\}} und {\displaystyle D=\{5,8,45,51,88,91\}}. Es gilt also:

{\displaystyle {\begin{array}{rcl}0^{k}+23^{k}+25^{k}+71^{k}+73^{k}+96^{k}&=&1^{k}+16^{k}+33^{k}+63^{k}+80^{k}+95^{k}\\&=&3^{k}+11^{k}+40^{k}+56^{k}+85^{k}+93^{k}\\&=&5^{k}+8^{k}+45^{k}+51^{k}+88^{k}+91^{k}\end{array}}}
{\displaystyle (=288,20740,1659456,139415044,12047229888)\quad } für  {\displaystyle k\in \{1,2,3,4,5\}}
Die vier Mengen {\displaystyle A,B,C} und {\displaystyle D} mit geradem {\displaystyle n} sind bezüglich {\displaystyle T=48} symmetrisch.
- Für {\displaystyle n=7} sind unter anderem die folgenden idealen Lösungen bekannt:

- {\displaystyle A=\{0,18,27,58,64,89,101\}} und {\displaystyle B=\{1,13,38,44,75,84,102\}}. Es gilt also:

{\displaystyle 0^{k}+18^{k}+27^{k}+58^{k}+64^{k}+89^{k}+101^{k}=1^{k}+13^{k}+38^{k}+44^{k}+75^{k}+84^{k}+102^{k}}
{\displaystyle (=357,26635,2218041,195532771,17840497017,1665711043555)\quad } für  {\displaystyle k\in \{1,2,3,4,5,6\}}
Diese Lösung wurde von Edward B. Escott im Jahr 1910 entdeckt. Die beiden Mengen {\displaystyle A} und {\displaystyle B} mit ungeradem {\displaystyle n} sind bezüglich {\displaystyle T=51} symmetrisch.
- {\displaystyle A=\{0,59,68,142,181,221,267\}} und {\displaystyle B=\{1,47,87,126,200,209,268\}}. Es gilt also:

{\displaystyle 0^{k}+59^{k}+68^{k}+142^{k}+181^{k}+221^{k}+267^{k}=1^{k}+47^{k}+87^{k}+126^{k}+200^{k}+209^{k}+268^{k}}
{\displaystyle (=938,181160,39140864,8980933556,2138277853208,522308090912180)\quad } für  {\displaystyle k\in \{1,2,3,4,5,6\}}
Die beiden Mengen {\displaystyle A} und {\displaystyle B} mit ungeradem {\displaystyle n} sind bezüglich {\displaystyle T=134} symmetrisch.
- Für {\displaystyle n=8} sind unter anderem die folgenden idealen Lösungen bekannt:

- {\displaystyle A=\{0,4,9,23,27,41,46,50\}} und {\displaystyle B=\{1,2,11,20,30,39,48,49\}}. Es gilt also:

{\displaystyle 0^{k}+4^{k}+9^{k}+23^{k}+27^{k}+41^{k}+46^{k}+50^{k}=1^{k}+2^{k}+11^{k}+20^{k}+30^{k}+39^{k}+48^{k}+49^{k}}
{\displaystyle (=200,7652,323900,14371316,655164500,30385393052,1425691909100)\quad } für  {\displaystyle k\in \{1,2,3,4,5,6,7\}}
Diese Lösung wurde von G. Tarry im Jahr 1913 entdeckt. Sie ist die kleinste bekannte Lösung für {\displaystyle n=8}. Die beiden Mengen {\displaystyle A} und {\displaystyle B} mit geradem {\displaystyle n} sind bezüglich {\displaystyle T=25} symmetrisch.
- {\displaystyle A=\{0,9,10,27,41,58,59,68\}} und {\displaystyle B=\{2,3,19,20,48,49,65,66\}}. Es gilt also:

{\displaystyle 0^{k}+9^{k}+10^{k}+27^{k}+41^{k}+58^{k}+59^{k}+68^{k}=2^{k}+3^{k}+19^{k}+20^{k}+48^{k}+49^{k}+65^{k}+66^{k}}
{\displaystyle (=272,14060,805256,48188996,2955578792,184255764980,11624853880856)\quad } für  {\displaystyle k\in \{1,2,3,4,5,6,7\}}
Die beiden Mengen {\displaystyle A} und {\displaystyle B} mit geradem {\displaystyle n} sind bezüglich {\displaystyle T=34} symmetrisch.
- Für {\displaystyle n=9} sind unter anderem die folgenden idealen Lösungen bekannt:

- {\displaystyle A=\{0,24,30,83,86,133,157,181,197\}} und {\displaystyle B=\{1,17,41,65,112,115,168,174,198\}}. Es gilt also:

{\displaystyle 0^{k}+24^{k}+30^{k}+83^{k}+86^{k}+133^{k}+157^{k}+181^{k}+197^{k}=1^{k}+17^{k}+41^{k}+65^{k}+112^{k}+115^{k}+168^{k}+174^{k}+198^{k}}
{\displaystyle (=891,129669,21046311,3603196437,636653887551,114856957032909,21028621784871591,3892687075226713317)\quad } für  {\displaystyle k\in \{1,2,3,4,5,6,7,8\}}
Diese Lösung wurde von A. Letac in den 1940er-Jahren entdeckt. Die beiden Mengen {\displaystyle A} und {\displaystyle B} mit ungeradem {\displaystyle n} sind bezüglich {\displaystyle T=99} symmetrisch.
- {\displaystyle A=\{0,26,42,124,166,237,293,335,343\}} und {\displaystyle B=\{5,13,55,111,182,224,306,322,348\}}. Es gilt also:

{\displaystyle 0^{k}+26^{k}+42^{k}+124^{k}+166^{k}+237^{k}+293^{k}+335^{k}+343^{k}=5^{k}+13^{k}+55^{k}+111^{k}+182^{k}+224^{k}+306^{k}+322^{k}+348^{k}}
{\displaystyle (=1566,417264,122987376,37960068372,12029360182776,3876313262511444,1263346793895292776,415105309407183382212)\quad } für  {\displaystyle k\in \{1,2,3,4,5,6,7,8\}}
Diese Lösung wurde ebenfalls von A. Letac in den 1940er-Jahren entdeckt. Die beiden Mengen {\displaystyle A} und {\displaystyle B} mit ungeradem {\displaystyle n} sind bezüglich {\displaystyle T=174} symmetrisch.
- Für {\displaystyle n=10} sind unter anderem die folgenden idealen Lösungen bekannt:

- {\displaystyle A=\{0,3083,3301,11893,23314,24186,35607,44199,44417,47500\}} und {\displaystyle B=\{12,2865,3519,11869,23738,23762,35631,43981,44635,47488\}}. Es gilt also:

{\displaystyle 0^{k}+3083^{k}+3301^{k}+11893^{k}+23314^{k}+24186^{k}+35607^{k}+44199^{k}+44417^{k}+47500^{k}=12^{k}+2865^{k}+3519^{k}+11869^{k}+23738^{k}+23762^{k}+35631^{k}+43981^{k}+44635^{k}+47488^{k}}
{\displaystyle (=237500,8740880070,354858017487500,\ldots )\quad } für  {\displaystyle k\in \{1,2,3,4,5,6,7,8,9\}}
Diese Lösung wurde von A. Letac in den 1940er-Jahren entdeckt und war die erste bekannte. Die beiden Mengen {\displaystyle A} und {\displaystyle B} mit geradem {\displaystyle n} sind bezüglich {\displaystyle T=23750} symmetrisch.
- {\displaystyle A=\{0,12,125,213,214,412,413,501,614,626\}} und {\displaystyle B=\{5,6,133,182,242,384,444,493,620,621\}}. Es gilt also:

{\displaystyle 0^{k}+12^{k}+125^{k}+213^{k}+214^{k}+412^{k}+413^{k}+501^{k}+614^{k}+626^{k}=5^{k}+6^{k}+133^{k}+182^{k}+242^{k}+384^{k}+444^{k}+493^{k}+620^{k}+621^{k}}
{\displaystyle (=3130,1467120,764339740,421000875828,\ldots )\quad } für  {\displaystyle k\in \{1,2,3,4,5,6,7,8,9\}}
Diese kleinste bekannte Lösung wurde von Peter Borwein, Petr Lisonek und Colin Percival im Jahr 2000 entdeckt. Die beiden Mengen {\displaystyle A} und {\displaystyle B} mit geradem {\displaystyle n} sind bezüglich {\displaystyle T=313} symmetrisch.
- Für {\displaystyle n=12} ist die folgende ideale Lösung bekannt:

- {\displaystyle A=\{0,11,24,65,90,129,173,212,237,278,291,302\}} und {\displaystyle B=\{3,5,30,57,104,116,186,198,245,272,297,299\}}. Es gilt also:

{\displaystyle 0^{k}+11^{k}+24^{k}+65^{k}+90^{k}+129^{k}+173^{k}+212^{k}+237^{k}+278^{k}+291^{k}+302^{k}=3^{k}+5^{k}+30^{k}+57^{k}+104^{k}+116^{k}+186^{k}+198^{k}+245^{k}+272^{k}+297^{k}+299^{k}\quad }
{\displaystyle (=1812,413874,104854098,27893252694,\ldots )\quad } für  {\displaystyle k\in \{1,2,3,4,5,6,7,8,9,10,11\}}
Diese Lösung wurde von Nuutti Kuosa, Jean-Charles Meyrignac und Chen Shuwen im Jahr 1999 entdeckt. Die beiden Mengen {\displaystyle A} und {\displaystyle B} mit geradem {\displaystyle n} sind bezüglich {\displaystyle T=151} symmetrisch.
- Es folgen ein paar bekannte ideale Lösungen für {\displaystyle 3\leq n\leq 8}, die nicht-symmetrisch sind (für andere {\displaystyle n} sind bis dato keine bekannt):[3]

- Für {\displaystyle n=3} sind unter anderem die folgenden idealen nicht-symmetrischen Lösungen bekannt:

- {\displaystyle A=\{1,8,8\}} und {\displaystyle B=\{2,5,10\}}. Es gilt also:

{\displaystyle 1^{k}+8^{k}+8^{k}=2^{k}+5^{k}+10^{k}\quad (=17,129)\quad } für  {\displaystyle k\in \{1,2\}}
- {\displaystyle A=\{0,16,17\}} und {\displaystyle B=\{1,12,20\}} und {\displaystyle C=\{2,10,21\}} und {\displaystyle D=\{5,6,22\}}. Es gilt also:

{\displaystyle {\begin{array}{rcl}0^{k}+16^{k}+17^{k}&=&1^{k}+12^{k}+20^{k}\\&=&2^{k}+10^{k}+21^{k}\\&=&5^{k}+6^{k}+22^{k}\quad (=33,545)\quad \end{array}}} für  {\displaystyle k\in \{1,2\}}
- Für {\displaystyle n=4} sind unter anderem die folgenden idealen nicht-symmetrischen Lösungen bekannt:

- {\displaystyle A=\{0,9,11,22\}} und {\displaystyle B=\{2,4,15,21\}}. Es gilt also:

{\displaystyle 0^{k}+9^{k}+11^{k}+22^{k}=2^{k}+4^{k}+15^{k}+21^{k}\quad (=42,686,12708)\quad } für  {\displaystyle k\in \{1,2,3\}}
- {\displaystyle A=\{0,87,93,214\}} und {\displaystyle B=\{9,52,123,210\}} und {\displaystyle C=\{24,30,133,207\}}. Es gilt also:

{\displaystyle {\begin{array}{rcl}0^{k}+87^{k}+93^{k}+214^{k}&=&9^{k}+52^{k}+123^{k}+210^{k}\\&=&24^{k}+30^{k}+133^{k}+207\quad (=394,62014,11263204)\quad \end{array}}} für  {\displaystyle k\in \{1,2,3\}}
Diese Lösung wurde von Chen Shuwen im Jahr 1997 entdeckt und war die erste bekannte dieser Art mit {\displaystyle n=4}.
- Für {\displaystyle n=5} sind unter anderem die folgenden idealen nicht-symmetrischen Lösungen bekannt:

- {\displaystyle A=\{0,9,13,26,32\}} und {\displaystyle B=\{2,4,20,21,33\}}. Es gilt also:

{\displaystyle 0^{k}+9^{k}+13^{k}+26^{k}+32^{k}=2^{k}+4^{k}+20^{k}+21^{k}+33^{k}\quad (=80,1950,53270,1540674)\quad } für  {\displaystyle k\in \{1,2,3,4\}}
Diese Lösung wurde von J. L. Burchnall und T. W. Chaundy im Jahr 1937 entdeckt und war die erste bekannte dieser Art mit {\displaystyle n=5}.
- {\displaystyle A=\{0,31,49,87,113\}} und {\displaystyle B=\{3,21,64,77,115\}}. Es gilt also:

{\displaystyle 0^{k}+31^{k}+49^{k}+87^{k}+113^{k}=3^{k}+21^{k}+64^{k}+77^{k}+115^{k}\quad (=280,23700,2248840,227025444)\quad } für  {\displaystyle k\in \{1,2,3,4\}}
- Für {\displaystyle n=6} sind unter anderem die folgenden idealen nicht-symmetrischen Lösungen bekannt:

- {\displaystyle A=\{0,19,25,57,62,86\}} und {\displaystyle B=\{2,11,40,42,69,85\}}. Es gilt also:

{\displaystyle 0^{k}+19^{k}+25^{k}+57^{k}+62^{k}+86^{k}=2^{k}+11^{k}+40^{k}+42^{k}+69^{k}+85^{k}}
{\displaystyle (=249,15475,1082061,80554099,6234336789)\quad } für  {\displaystyle k\in \{1,2,3,4,5\}}
Diese Lösung wurde von Albert Gloden im Jahr 1944 entdeckt und war die erste bekannte dieser Art mit {\displaystyle n=6}.
- {\displaystyle A=\{0,9,17,34,36,46\}} und {\displaystyle B=\{1,6,24,25,42,44\}}. Es gilt also:

{\displaystyle 0^{k}+9^{k}+17^{k}+34^{k}+36^{k}+46^{k}=1^{k}+6^{k}+24^{k}+25^{k}+42^{k}+44^{k}}
{\displaystyle (=142,4938,188938,7583490,313343482)\quad } für  {\displaystyle k\in \{1,2,3,4,5\}}
Diese Lösung wurde von Chen Shuwen im Jahr 1995 entdeckt.
- Für {\displaystyle n=7} sind unter anderem die folgenden idealen nicht-symmetrischen Lösungen bekannt:

- {\displaystyle A=\{0,18,19,50,56,79,81\}} und {\displaystyle B=\{1,11,30,39,68,70,84\}}. Es gilt also:

{\displaystyle 0^{k}+18^{k}+19^{k}+50^{k}+56^{k}+79^{k}+81^{k}=1^{k}+11^{k}+30^{k}+39^{k}+68^{k}+70^{k}+84^{k}}
{\displaystyle (=303,19123,1337787,98316595,7431438243,572064029563)\quad } für  {\displaystyle k\in \{1,2,3,4,5,6\}}
Diese Lösung wurde von Chen Shuwen im Jahr 1997 entdeckt und war die erste bekannte dieser Art mit {\displaystyle n=7}. Sie ist die kleinste bekannte Lösung.
- {\displaystyle A=\{0,24,31,74,106,137,147\}} und {\displaystyle B=\{4,11,52,57,119,126,150\}}. Es gilt also:

{\displaystyle 0^{k}+24^{k}+31^{k}+74^{k}+106^{k}+137^{k}+147^{k}=4^{k}+11^{k}+52^{k}+57^{k}+119^{k}+126^{k}+150^{k}}
{\displaystyle (=519,58627,7387731,976713811,132541064139,18285958829227)\quad } für  {\displaystyle k\in \{1,2,3,4,5,6\}}
Diese Lösung wurde von Chen Shuwen im Jahr 2001 entdeckt.
- Für {\displaystyle n=8} sind unter anderem die folgenden idealen nicht-symmetrischen Lösungen bekannt:

- {\displaystyle A=\{0,7,23,50,53,81,82,96\}} und {\displaystyle B=\{1,5,26,42,63,72,88,95\}}. Es gilt also:

{\displaystyle 0^{k}+7^{k}+23^{k}+50^{k}+53^{k}+81^{k}+82^{k}+96^{k}=1^{k}+5^{k}+26^{k}+42^{k}+63^{k}+72^{k}+88^{k}+95^{k}}
{\displaystyle (=392,28388,2253932,187616276,16085058452,1407131512268,124909454111372)\quad } für  {\displaystyle k\in \{1,2,3,4,5,6,7\}}
Diese Lösung wurde von Chen Shuwen im Jahr 1997 entdeckt und war die erste bekannte dieser Art mit {\displaystyle n=8}.
- {\displaystyle A=\{0,21,82,149,155,262,278,321\}} und {\displaystyle B=\{2,17,91,126,174,253,285,320\}}. Es gilt also:

{\displaystyle 0^{k}+21^{k}+82^{k}+149^{k}+155^{k}+262^{k}+278^{k}+321^{k}=2^{k}+17^{k}+91^{k}+126^{k}+174^{k}+253^{k}+285^{k}+320^{k}}
{\displaystyle (=1268,302360,80138294,22417754756,6469804759958,1904199894213980,568058893455067694)\quad } für  {\displaystyle k\in \{1,2,3,4,5,6,7\}}
Diese Lösung wurde von Chen Shuwen im Jahr 1997 entdeckt.

## Eigenschaften
- Sei {\displaystyle A=\{a_{1},a_{2},\ldots ,a_{m}\}} und {\displaystyle B=\{b_{1},b_{2},\ldots ,b_{m}\}} mit {\displaystyle k\in \{1,2,\ldots ,n\}} eine Lösung, also:

{\displaystyle a_{1}^{k}+a_{2}^{k}+\ldots +a_{m}^{k}=b_{1}^{k}+b_{2}^{k}+\ldots +b_{m}^{k}} für {\displaystyle k\in \{1,2,\ldots ,n\}}
Dann gilt:
Auch {\displaystyle {\overline {A}}=\{S\cdot a_{1}+T,S\cdot a_{2}+T,\ldots ,S\cdot a_{m}+T\}} und {\displaystyle {\overline {B}}=\{S\cdot b_{1}+T,S\cdot b_{2}+T,\ldots ,S\cdot b_{m}+T\}} mit {\displaystyle k\in \{1,2,\ldots ,n\}} und ganzzahligem {\displaystyle S,T\in \mathbb {Z} } ist Lösung.
Lösungen, die mit dieser Methode zustande kommen, werden äquivalente Lösungen genannt.
Diese Eigenschaft ermöglicht es, Lösungen zu standardisieren, indem beispielsweise gefordert wird, dass sie nur positive Zahlen enthalten.
Beispiel 1:
Es gilt:
{\displaystyle 0^{k}+3^{k}+3^{k}=1^{k}+1^{k}+4^{k}} für {\displaystyle k\in \{1,2\}}
also: {\displaystyle 0^{1}+3^{1}+3^{1}=1^{1}+1^{1}+4^{1}\quad (=6)}
und:  {\displaystyle 0^{2}+3^{2}+3^{2}=1^{2}+1^{2}+4^{2}\quad (=18)}
Setzt man zum Beispiel für {\displaystyle S:=1} und {\displaystyle T:=1,2,3,4,\ldots }, so erhält man die folgenden äquivalenten Lösungen:
{\displaystyle 1^{k}+4^{k}+4^{k}=2^{k}+2^{k}+5^{k}} für {\displaystyle k\in \{1,2\}} und {\displaystyle T:=1}
{\displaystyle 2^{k}+5^{k}+5^{k}=3^{k}+3^{k}+6^{k}} für {\displaystyle k\in \{1,2\}} und {\displaystyle T:=2}
{\displaystyle 3^{k}+6^{k}+6^{k}=4^{k}+4^{k}+7^{k}} für {\displaystyle k\in \{1,2\}} und {\displaystyle T:=3}
{\displaystyle 4^{k}+7^{k}+7^{k}=5^{k}+5^{k}+8^{k}} für {\displaystyle k\in \{1,2\}} und {\displaystyle T:=4}
{\displaystyle \ldots }
Beispiel 2:
Es gilt:
{\displaystyle 0^{k}+3^{k}+3^{k}=1^{k}+1^{k}+4^{k}} für {\displaystyle k\in \{1,2\}}
Für {\displaystyle S:=5} und {\displaystyle T:=-7} erhält man folgende äquivalente Lösung:
{\displaystyle (5\cdot 0+(-7))^{k}+(5\cdot 3+(-7))^{k}+(5\cdot 3+(-7))^{k}=(5\cdot 1+(-7))^{k}+(5\cdot 1+(-7))^{k}+(5\cdot 4+(-7))^{k}} für {\displaystyle k\in \{1,2\}}
also: {\displaystyle (-7)^{1}+8^{1}+8^{1}=(-2)^{1}+(-2)^{1}+13^{1}\quad (=9)}
und:  {\displaystyle (-7)^{2}+8^{2}+8^{2}=(-2)^{2}+(-2)^{2}+13^{2}\quad (=177)}
Beispiel 3:
Es gilt:
{\displaystyle A=\{\pm 22,\pm 61,\pm 86,\pm 127,\pm 140,\pm 151\}} und {\displaystyle B=\{\pm 35,\pm 47,\pm 94,\pm 121,\pm 146,\pm 148\}} ist eine (oben schon erwähnte) ideale symmetrische Lösung für {\displaystyle n=12}, die allerdings negative Mengenelemente enthält. Um eine äquivalente Lösung zu erhalten, die nur positive Elemente enthält, muss man noch geeignete {\displaystyle S} und {\displaystyle T} finden. Sei also {\displaystyle S:=1} und {\displaystyle T:=151}, dann erhält man folgende Lösung:
{\displaystyle {\begin{array}{rcl}{\overline {A}}&=&\{1\cdot (-151)+151,(-140)+151,(-127)+151,(-86)+151,(-61)+151,(-22)+151,22+151,61+151,86+151,127+151,140+151,151+151\}\\&=&\{0,11,24,65,90,129,173,212,237,278,291,302\}\end{array}}}
und
{\displaystyle {\begin{array}{rcl}{\overline {B}}&=&\{1\cdot (-148)+151,(-146)+151,(-121)+151,(-94)+151,(-47)+151,(-35)+151,35+151,47+151,94+151,121+151,146+151,148+151\}\\&=&\{3,5,30,57,104,116,186,198,245,272,297,299\}\end{array}}}.
Es gilt also:
{\displaystyle 0^{k}+11^{k}+24^{k}+65^{k}+90^{k}+129^{k}+173^{k}+212^{k}+237^{k}+278^{k}+291^{k}+302^{k}=3^{k}+5^{k}+30^{k}+57^{k}+104^{k}+116^{k}+186^{k}+198^{k}+245^{k}+272^{k}+297^{k}+299^{k}\quad }
Auch diese Lösung wurde weiter oben schon erwähnt.
- Sei {\displaystyle A=\{a_{1},a_{2},\ldots ,a_{m}\}} und {\displaystyle B=\{b_{1},b_{2},\ldots ,b_{m}\}} mit {\displaystyle k\in \{1,2,\ldots ,n\}} eine Lösung.

Dann gilt:
Auch {\displaystyle {\overline {A}}=\{a_{1},a_{2},\ldots ,a_{m},b_{1}+T,b_{2}+T,\ldots ,b_{m}+T\}} und {\displaystyle {\overline {B}}=\{b_{1},b_{2},\ldots ,b_{m},a_{1}+T,a_{2}+T,\ldots ,a_{m}+T\}} mit {\displaystyle k\in \{1,2,\ldots ,n+1\}} und ganzzahligem {\displaystyle T\in \mathbb {Z} } ist Lösung.
Es gilt:
{\displaystyle 0^{k}+3^{k}+3^{k}=1^{k}+1^{k}+4^{k}} für {\displaystyle k\in \{1,2\}}
Setzt man zum Beispiel für {\displaystyle T:=10}, so erhält man folgende Lösungen:
{\displaystyle 0^{k}+3^{k}+3^{k}+(1+10)^{k}+(1+10)^{k}+(4+10)^{k}=1^{k}+1^{k}+4^{k}+(0+10)^{k}+(3+10)^{k}+(3+10)^{k}} für {\displaystyle k\in \{1,2,3\}}
also: {\displaystyle 0^{1}+3^{1}+3^{1}+11^{1}+11^{1}+14^{1}=1^{1}+1^{1}+4^{1}+10^{1}+13^{1}+13^{1}\quad (=42)}
und:  {\displaystyle 0^{2}+3^{2}+3^{2}+11^{2}+11^{2}+14^{2}=1^{2}+1^{2}+4^{2}+10^{2}+13^{2}+13^{2}\quad (=456)}
und:  {\displaystyle 0^{3}+3^{3}+3^{3}+11^{3}+11^{3}+14^{3}=1^{3}+1^{3}+4^{3}+10^{3}+13^{3}+13^{3}\quad (=5460)}
- Sei {\displaystyle A=\{a_{1},a_{2},\ldots ,a_{m}\}} und {\displaystyle B=\{b_{1},b_{2},\ldots ,b_{m}\}} mit {\displaystyle k\in \{1,2,\ldots ,m-1\}} eine Lösung. Sei weiters {\displaystyle S=m} und {\displaystyle T=a_{1}+a_{2}+\ldots +a_{m}}.

Dann gilt:
Auch {\displaystyle {\overline {A}}=\{S\cdot a_{1}-T,S\cdot a_{2}-T,\ldots ,S\cdot a_{m}-T\}} und {\displaystyle {\overline {B}}=\{S\cdot b_{1}-T,S\cdot b_{2}-T,\ldots ,S\cdot b_{m}-T\}} mit {\displaystyle k\in \{1,2,\ldots ,m-1,m+1\}} ist Lösung.
Beispiel 1:
Es gilt:
{\displaystyle 0^{k}+3^{k}+3^{k}=1^{k}+1^{k}+4^{k}} für {\displaystyle k\in \{1,2\}}
Weiters ist somit {\displaystyle S=m=3} und {\displaystyle T=a_{1}+a_{2}+a_{3}=0+3+3=6} und man erhält folgende Lösungen:
{\displaystyle (3\cdot 0-6)^{k}+(3\cdot 3-6)^{k}+(3\cdot 3-6)^{k}=(3\cdot 1-6)^{k}+(3\cdot 1-6)^{k}+(3\cdot 4-6)^{k}} für {\displaystyle k\in \{1,2,4\}}
also: {\displaystyle (-6)^{1}+3^{1}+3^{1}=(-3)^{1}+(-3)^{1}+6^{1}\quad (=0)}
und:  {\displaystyle (-6)^{2}+3^{2}+3^{2}=(-3)^{2}+(-3)^{2}+6^{2}\quad (=54)}
und:  {\displaystyle (-6)^{3}+3^{3}+3^{3}=(-3)^{3}+(-3)^{3}+6^{3}\quad (=\pm 162)}
und:  {\displaystyle (-6)^{4}+3^{4}+3^{4}=(-3)^{4}+(-3)^{4}+6^{4}\quad (=1458)}
Man bemerkt, dass für {\displaystyle k=m=3} die Gleichung nicht stimmt, aber für {\displaystyle k=m+1=4} stimmt sie wieder, wie verlangt.
Beispiel 2:
Es gilt:
{\displaystyle 0^{k}+9^{k}+11^{k}+22^{k}=2^{k}+4^{k}+15^{k}+21^{k}} für {\displaystyle k\in \{1,2,3\}}
Weiters ist somit {\displaystyle S=m=4} und {\displaystyle T=a_{1}+a_{2}+a_{3}+a_{4}=0+9+11+22=42} und man erhält folgende Lösungen:
{\displaystyle (4\cdot 0-42)^{k}+(4\cdot 9-42)^{k}+(4\cdot 11-42)^{k}+(4\cdot 22-42)^{k}=(4\cdot 2-42)^{k}+(4\cdot 4-42)^{k}+(4\cdot 15-42)^{k}+(4\cdot 21-42)^{k}} für {\displaystyle k\in \{1,2,3,5\}}
also: {\displaystyle (-42)^{1}+(-6)^{1}+2^{1}+46^{1}=(-34)^{1}+(-26)^{1}+18^{1}+42^{1}\quad (=0)}
und:  {\displaystyle (-42)^{2}+(-6)^{2}+2^{2}+46^{2}=(-34)^{2}+(-26)^{2}+18^{2}+42^{2}\quad (=3920)}
und:  {\displaystyle (-42)^{3}+(-6)^{3}+2^{3}+46^{3}=(-34)^{3}+(-26)^{3}+18^{3}+42^{3}\quad (=23040)}
und:  {\displaystyle (-42)^{4}+(-6)^{4}+2^{4}+46^{4}=(-34)^{4}+(-26)^{4}+18^{4}+42^{4}\quad (=7590464} bzw. {\displaystyle 5009984)}
und:  {\displaystyle (-42)^{5}+(-6)^{5}+2^{5}+46^{5}=(-34)^{3}+(-26)^{3}+18^{5}+42^{3}\quad (=75264000)}
Man bemerkt, dass für {\displaystyle k=m=4} die Gleichung nicht stimmt, aber für {\displaystyle k=m+1=5} stimmt sie wieder, wie verlangt.
- Sei {\displaystyle A=\{a_{1},a_{2},\ldots ,a_{m}\}} und {\displaystyle B=\{b_{1},b_{2},\ldots ,b_{m}\}} mit {\displaystyle k\in \{1,2,\ldots ,n\}} eine nicht triviale Lösung.

Dann gilt:
{\displaystyle m\geq n+1}
Ist {\displaystyle m=n+1}, so nennt man die Lösungen (wie schon oben erwähnt) ideale Lösungen.
Es gilt (als Beispiel für eine triviale Lösung):
{\displaystyle 0^{k}+0^{k}+0^{k}=0^{k}+0^{k}+0^{k}} für {\displaystyle k\in \{1,2,\ldots \}} ist eine triviale Lösung, also nicht erlaubt.
Man muss ein anderes, nicht triviales Beispiel nehmen:
{\displaystyle 0^{k}+3^{k}+3^{k}=1^{k}+1^{k}+4^{k}} für {\displaystyle k\in \{1,2\}}
In diesem Beispiel ist {\displaystyle m=3} und {\displaystyle n=2}, es ist somit eine ideale Lösung. Es ist also {\displaystyle m=3\geq 2+1=n+1}. Wäre {\displaystyle n=3}, würde diese Ungleichung nicht mehr gelten. Somit gibt es keine Lösung der Form
{\displaystyle a_{1}^{k}+a_{2}^{k}+a_{2}^{k}=b_{1}^{k}+b_{2}^{k}+b_{3}^{k}} für {\displaystyle k\in \{1,2,\ldots n\}} mit {\displaystyle n>2}

## Methode zur Bestimmung von Lösungen
- Der französische Mathematiker Prouhet nutzte die Thue-Morse-Folge, um eine Lösung für {\displaystyle n=2^{k}} für alle {\displaystyle k} zu finden. Im Speziellen unterteilte er die Zahlen zwischen {\displaystyle 0} und {\displaystyle 2^{k}-1} in

a) die Zahlen, deren Binärdarstellung (also die Darstellung im Dualsystem) eine gerade Anzahl an Einsen enthält (die sogenannten bösen Zahlen), und
b) die Zahlen, deren Binärdarstellung eine ungerade Anzahl an Einsen enthält (die sogenannten abscheulichen Zahlen).
Dann ergeben die beiden Mengen der Unterteilung eine Lösung des Problems.
Beispiel:
Sei {\displaystyle n=2^{3}=8} und {\displaystyle k=3}. Dann gilt für die Unterteilung der Zahlen von {\displaystyle 0} bis {\displaystyle n=2^{k+1}-1=2^{3+1}-1=2^{4}-1=16-1=15}:
0=(0)2, 3=(11)2, 5=(101)2, 6=(110)2, 9=(1001)2, 10=(1010)2, 12=(1100)2 und 15=(1111)2
Diese 8 Zahlen haben in ihrer Binärentwicklung allesamt eine gerade Anzahl an Einsen, sind somit böse Zahlen und bilden die Menge {\displaystyle A=\{0,3,5,6,9,10,12,15\}}.
1=(1)2, 2=(10)2, 4=(100)2, 7=(111)2, 8=(1000)2, 11=(1011)2, 13=(1101)2 und 14=(1110)2
Diese 8 Zahlen haben in ihrer Binärentwicklung allesamt eine ungerade Anzahl an Einsen, sind somit abscheuliche Zahlen und bilden die Menge {\displaystyle B=\{1,2,4,7,8,11,13,14\}}.
Tatsächlich erhält man eine Lösung für das Gleichungssystem:
{\displaystyle 0^{k}+3^{k}+5^{k}+6^{k}+9^{k}+10^{k}+12^{k}+15^{k}=1^{k}+2^{k}+4^{k}+7^{k}+8^{k}+11^{k}+13^{k}+14^{k}\quad } für  {\displaystyle k\in \{1,2,3\}}

## Verallgemeinerung
Seien {\displaystyle n,k\in \mathbb {N} } zwei positive ganze Zahlen. Dann sind zwei ganzzahlige Multimengen {\displaystyle \{(x_{1},y_{1}),\dots ,(x_{n},y_{n})\}} und {\displaystyle \{(x_{1}',y_{1}'),\dots ,(x_{n}',y_{n}')\}} gesucht, sodass gilt:
{\displaystyle \sum _{i=1}^{n}x_{i}^{j}y_{i}^{d-j}=\sum _{i=1}^{n}{x'}_{i}^{j}{y'}_{i}^{d-j}} für alle {\displaystyle d,j\in \{0,\dots ,k\}} mit {\displaystyle j\leq d}.
Diese höherdimensionale Variante des Prouhet-Tarry-Escott Problems wurde von Andreas Alpers und Robert Tijdeman im Jahr 2007 eingeführt und untersucht.

### Beispiel
- Sei {\displaystyle n=6} und {\displaystyle k=5}. Dann gilt:

{\displaystyle \{(x_{1},y_{1}),\dots ,(x_{6},y_{6})\}=\{(2,1),(1,3),(3,6),(6,7),(7,5),(5,2)\}} und {\displaystyle \{(x'_{1},y'_{1}),\dots ,(x'_{6},y'_{6})\}=\{(1,2),(2,5),(5,7),(7,6),(6,3),(3,1)\}}
Mit anderen Worten:
{\displaystyle {\begin{array}{rclcll}2^{0}\cdot 1^{0}+1^{0}\cdot 3^{0}+3^{0}\cdot 6^{0}+6^{0}\cdot 7^{0}+7^{0}\cdot 5^{0}+5^{0}\cdot 2^{0}&=&1^{0}\cdot 2^{0}+2^{0}\cdot 5^{0}+5^{0}\cdot 7^{0}+7^{0}\cdot 6^{0}+6^{0}\cdot 3^{0}+3^{0}\cdot 1^{0}&\quad (=&6),&d=0,j=0\\2^{0}\cdot 1^{1}+1^{0}\cdot 3^{1}+3^{0}\cdot 6^{1}+6^{0}\cdot 7^{1}+7^{0}\cdot 5^{1}+5^{0}\cdot 2^{1}&=&1^{0}\cdot 2^{1}+2^{0}\cdot 5^{1}+5^{0}\cdot 7^{1}+7^{0}\cdot 6^{1}+6^{0}\cdot 3^{1}+3^{0}\cdot 1^{1}&(=&24),&d=1,j=0\\2^{1}\cdot 1^{0}+1^{1}\cdot 3^{0}+3^{1}\cdot 6^{0}+6^{1}\cdot 7^{0}+7^{1}\cdot 5^{0}+5^{1}\cdot 2^{0}&=&1^{1}\cdot 2^{0}+2^{1}\cdot 5^{0}+5^{1}\cdot 7^{0}+7^{1}\cdot 6^{0}+6^{1}\cdot 3^{0}+3^{1}\cdot 1^{0}&(=&24),&d=1,j=1\\2^{0}\cdot 1^{2}+1^{0}\cdot 3^{2}+3^{0}\cdot 6^{2}+6^{0}\cdot 7^{2}+7^{0}\cdot 5^{2}+5^{0}\cdot 2^{2}&=&1^{0}\cdot 2^{2}+2^{0}\cdot 5^{2}+5^{0}\cdot 7^{2}+7^{0}\cdot 6^{2}+6^{0}\cdot 3^{2}+3^{0}\cdot 1^{2}&(=&124),&d=2,j=0\\2^{1}\cdot 1^{1}+1^{1}\cdot 3^{1}+3^{1}\cdot 6^{1}+6^{1}\cdot 7^{1}+7^{1}\cdot 5^{1}+5^{1}\cdot 2^{1}&=&1^{1}\cdot 2^{1}+2^{1}\cdot 5^{1}+5^{1}\cdot 7^{1}+7^{1}\cdot 6^{1}+6^{1}\cdot 3^{1}+3^{1}\cdot 1^{1}&(=&110),&d=2,j=1\\2^{2}\cdot 1^{0}+1^{2}\cdot 3^{0}+3^{2}\cdot 6^{0}+6^{2}\cdot 7^{0}+7^{2}\cdot 5^{0}+5^{2}\cdot 2^{0}&=&1^{2}\cdot 2^{0}+2^{2}\cdot 5^{0}+5^{2}\cdot 7^{0}+7^{2}\cdot 6^{0}+6^{2}\cdot 3^{0}+3^{2}\cdot 1^{0}&(=&124),&d=2,j=2\\2^{0}\cdot 1^{3}+1^{0}\cdot 3^{3}+3^{0}\cdot 6^{3}+6^{0}\cdot 7^{3}+7^{0}\cdot 5^{3}+5^{0}\cdot 2^{3}&=&1^{0}\cdot 2^{3}+2^{0}\cdot 5^{3}+5^{0}\cdot 7^{3}+7^{0}\cdot 6^{3}+6^{0}\cdot 3^{3}+3^{0}\cdot 1^{3}&(=&720),&d=3,j=0\\2^{1}\cdot 1^{2}+1^{1}\cdot 3^{2}+3^{1}\cdot 6^{2}+6^{1}\cdot 7^{2}+7^{1}\cdot 5^{2}+5^{1}\cdot 2^{2}&=&1^{1}\cdot 2^{2}+2^{1}\cdot 5^{2}+5^{1}\cdot 7^{2}+7^{1}\cdot 6^{2}+6^{1}\cdot 3^{2}+3^{1}\cdot 1^{2}&(=&608),&d=3,j=1\\2^{2}\cdot 1^{1}+1^{2}\cdot 3^{1}+3^{2}\cdot 6^{1}+6^{2}\cdot 7^{1}+7^{2}\cdot 5^{1}+5^{2}\cdot 2^{1}&=&1^{2}\cdot 2^{1}+2^{2}\cdot 5^{1}+5^{2}\cdot 7^{1}+7^{2}\cdot 6^{1}+6^{2}\cdot 3^{1}+3^{2}\cdot 1^{1}&(=&608),&d=3,j=2\\2^{3}\cdot 1^{0}+1^{3}\cdot 3^{0}+3^{3}\cdot 6^{0}+6^{3}\cdot 7^{0}+7^{3}\cdot 5^{0}+5^{3}\cdot 2^{0}&=&1^{3}\cdot 2^{0}+2^{3}\cdot 5^{0}+5^{3}\cdot 7^{0}+7^{3}\cdot 6^{0}+6^{3}\cdot 3^{0}+3^{3}\cdot 1^{0}&(=&720),&d=3,j=3\\2^{0}\cdot 1^{4}+1^{0}\cdot 3^{4}+3^{0}\cdot 6^{4}+6^{0}\cdot 7^{4}+7^{0}\cdot 5^{4}+5^{0}\cdot 2^{4}&=&1^{0}\cdot 2^{4}+2^{0}\cdot 5^{4}+5^{0}\cdot 7^{4}+7^{0}\cdot 6^{4}+6^{0}\cdot 3^{4}+3^{0}\cdot 1^{4}&(=&4420),&d=4,j=0\\2^{1}\cdot 1^{3}+1^{1}\cdot 3^{3}+3^{1}\cdot 6^{3}+6^{1}\cdot 7^{3}+7^{1}\cdot 5^{3}+5^{1}\cdot 2^{3}&=&1^{1}\cdot 2^{3}+2^{1}\cdot 5^{3}+5^{1}\cdot 7^{3}+7^{1}\cdot 6^{3}+6^{1}\cdot 3^{3}+3^{1}\cdot 1^{3}&(=&3650),&d=4,j=1\\2^{2}\cdot 1^{2}+1^{2}\cdot 3^{2}+3^{2}\cdot 6^{2}+6^{2}\cdot 7^{2}+7^{2}\cdot 5^{2}+5^{2}\cdot 2^{2}&=&1^{2}\cdot 2^{2}+2^{2}\cdot 5^{2}+5^{2}\cdot 7^{2}+7^{2}\cdot 6^{2}+6^{2}\cdot 3^{2}+3^{2}\cdot 1^{2}&(=&3426),&d=4,j=2\\2^{3}\cdot 1^{1}+1^{3}\cdot 3^{1}+3^{3}\cdot 6^{1}+6^{3}\cdot 7^{1}+7^{3}\cdot 5^{1}+5^{3}\cdot 2^{1}&=&1^{3}\cdot 2^{1}+2^{3}\cdot 5^{1}+5^{3}\cdot 7^{1}+7^{3}\cdot 6^{1}+6^{3}\cdot 3^{1}+3^{3}\cdot 1^{1}&(=&3650),&d=4,j=3\\2^{4}\cdot 1^{0}+1^{4}\cdot 3^{0}+3^{4}\cdot 6^{0}+6^{4}\cdot 7^{0}+7^{4}\cdot 5^{0}+5^{4}\cdot 2^{0}&=&1^{4}\cdot 2^{0}+2^{4}\cdot 5^{0}+5^{4}\cdot 7^{0}+7^{4}\cdot 6^{0}+6^{4}\cdot 3^{0}+3^{4}\cdot 1^{0}&(=&4420),&d=4,j=4\\2^{0}\cdot 1^{5}+1^{0}\cdot 3^{5}+3^{0}\cdot 6^{5}+6^{0}\cdot 7^{5}+7^{0}\cdot 5^{5}+5^{0}\cdot 2^{5}&=&1^{0}\cdot 2^{5}+2^{0}\cdot 5^{5}+5^{0}\cdot 7^{5}+7^{0}\cdot 6^{5}+6^{0}\cdot 3^{5}+3^{0}\cdot 1^{5}&(=&27984),&d=5,j=0\\2^{1}\cdot 1^{4}+1^{1}\cdot 3^{4}+3^{1}\cdot 6^{4}+6^{1}\cdot 7^{4}+7^{1}\cdot 5^{4}+5^{1}\cdot 2^{4}&=&1^{1}\cdot 2^{4}+2^{1}\cdot 5^{4}+5^{1}\cdot 7^{4}+7^{1}\cdot 6^{4}+6^{1}\cdot 3^{4}+3^{1}\cdot 1^{4}&(=&22832),&d=5,j=1\\2^{2}\cdot 1^{3}+1^{2}\cdot 3^{3}+3^{2}\cdot 6^{3}+6^{2}\cdot 7^{3}+7^{2}\cdot 5^{3}+5^{2}\cdot 2^{3}&=&1^{2}\cdot 2^{3}+2^{2}\cdot 5^{3}+5^{2}\cdot 7^{3}+7^{2}\cdot 6^{3}+6^{2}\cdot 3^{3}+3^{2}\cdot 1^{3}&(=&20648),&d=5,j=2\\2^{3}\cdot 1^{2}+1^{3}\cdot 3^{2}+3^{3}\cdot 6^{2}+6^{3}\cdot 7^{2}+7^{3}\cdot 5^{2}+5^{3}\cdot 2^{2}&=&1^{3}\cdot 2^{2}+2^{3}\cdot 5^{2}+5^{3}\cdot 7^{2}+7^{3}\cdot 6^{2}+6^{3}\cdot 3^{2}+3^{3}\cdot 1^{2}&(=&20648),&d=5,j=3\\2^{4}\cdot 1^{1}+1^{4}\cdot 3^{1}+3^{4}\cdot 6^{1}+6^{4}\cdot 7^{1}+7^{4}\cdot 5^{1}+5^{4}\cdot 2^{1}&=&1^{4}\cdot 2^{1}+2^{4}\cdot 5^{1}+5^{4}\cdot 7^{1}+7^{4}\cdot 6^{1}+6^{4}\cdot 3^{1}+3^{4}\cdot 1^{1}&(=&22832),&d=5,j=4\\2^{5}\cdot 1^{0}+1^{5}\cdot 3^{0}+3^{5}\cdot 6^{0}+6^{5}\cdot 7^{0}+7^{5}\cdot 5^{0}+5^{5}\cdot 2^{0}&=&1^{5}\cdot 2^{0}+2^{5}\cdot 5^{0}+5^{5}\cdot 7^{0}+7^{5}\cdot 6^{0}+6^{5}\cdot 3^{0}+3^{5}\cdot 1^{0}&(=&27984),&d=5,j=5\end{array}}}
- Es sind keine Lösungen für {\displaystyle n=k+1} mit {\displaystyle k\geq 6} bekannt.